# Sirk
Sirk (maďarsky Szirk)je obec na Slovensku v okrese Revúca.

## Kultura a zajímavosti

### Památky
- Bývalý kostel sv. Anny, torzo středověkého kostela ze kterého se dodnes dochovala část obvodových zdí s polygonálním závěrem a představěná věž. Uvádí se také jako husitský kostel, protože se v Sirku Husité zdržovali v polovině 15. století. [2] První písemná zmínka o kostele pochází z roku 1596 v rámci vizitace evangelické církve. V tomto období už byl kostel evangelický. V období protireformace byl hrabětem Čákim kostel evangelíkům odebrán a dán do užívání římskokatolické farnosti v Rákoši. Kostel nebyl využíván, neboť místní obyvatelstvo bylo evangelické. Chátrající stavba navíc vyhořela v roce 1809. Kostel byl původně ohrazený kamennou zdí, uvnitř které se nacházel hřbitov, na kterém se pohřbívalo do roku 1760. V roce 1847 byl kostel odsvěcený a sloužil jako kancelář důlní společnosti Rimavská koalice. V současnosti je stavba v havarijním stavu, ale zpracovává se projekt její obnovy. [3]

- Evangelický kostel, jednolodní toleranční stavba se segmentově ukončeným presbytářem a představěnou věží z let 1785 - 1786. Místní evangelický církevní sbor má dlouhou tradici. V písemných pramenech se zmiňuje již v roce 1596. Původně šlo o filiální sbor kameňanskej církve. V roce 1712 byl evangelíkům odebrán starý kostel a nastalo těžké období náboženského útlaku protireformace. Teprve po vydání tolerančního patentu Josefa II. si mohli postavit nový kostel. Původně byla stavba bez věže. V interiéru osadili barokní oltář, který byl v roce 1837 upravován. Ke stavbě věže došlo v roce 1936. [4] Na místní evangelické faře prožil své mládí Pavol Dobšinský.

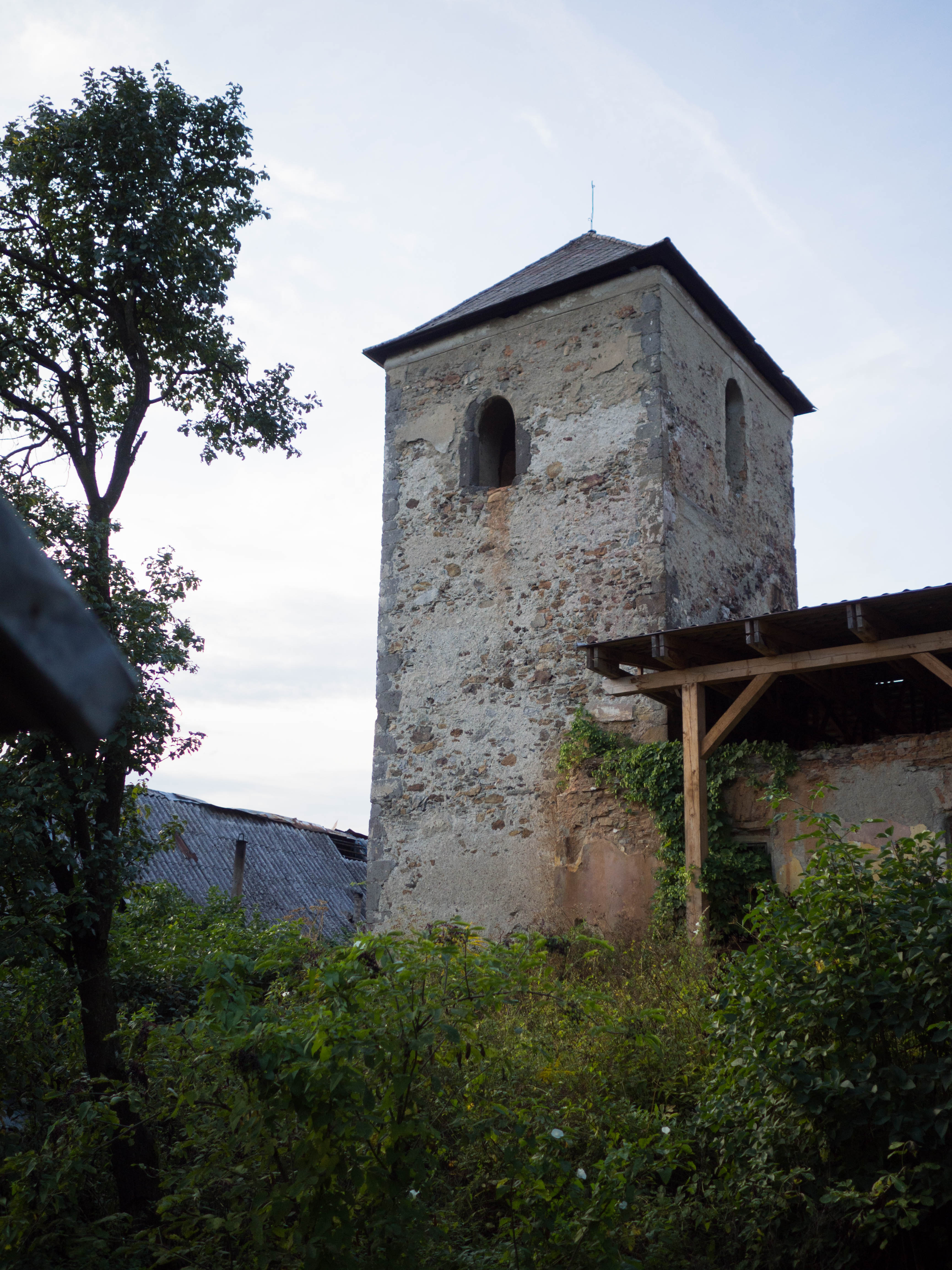
Ruiny středověkého kostela
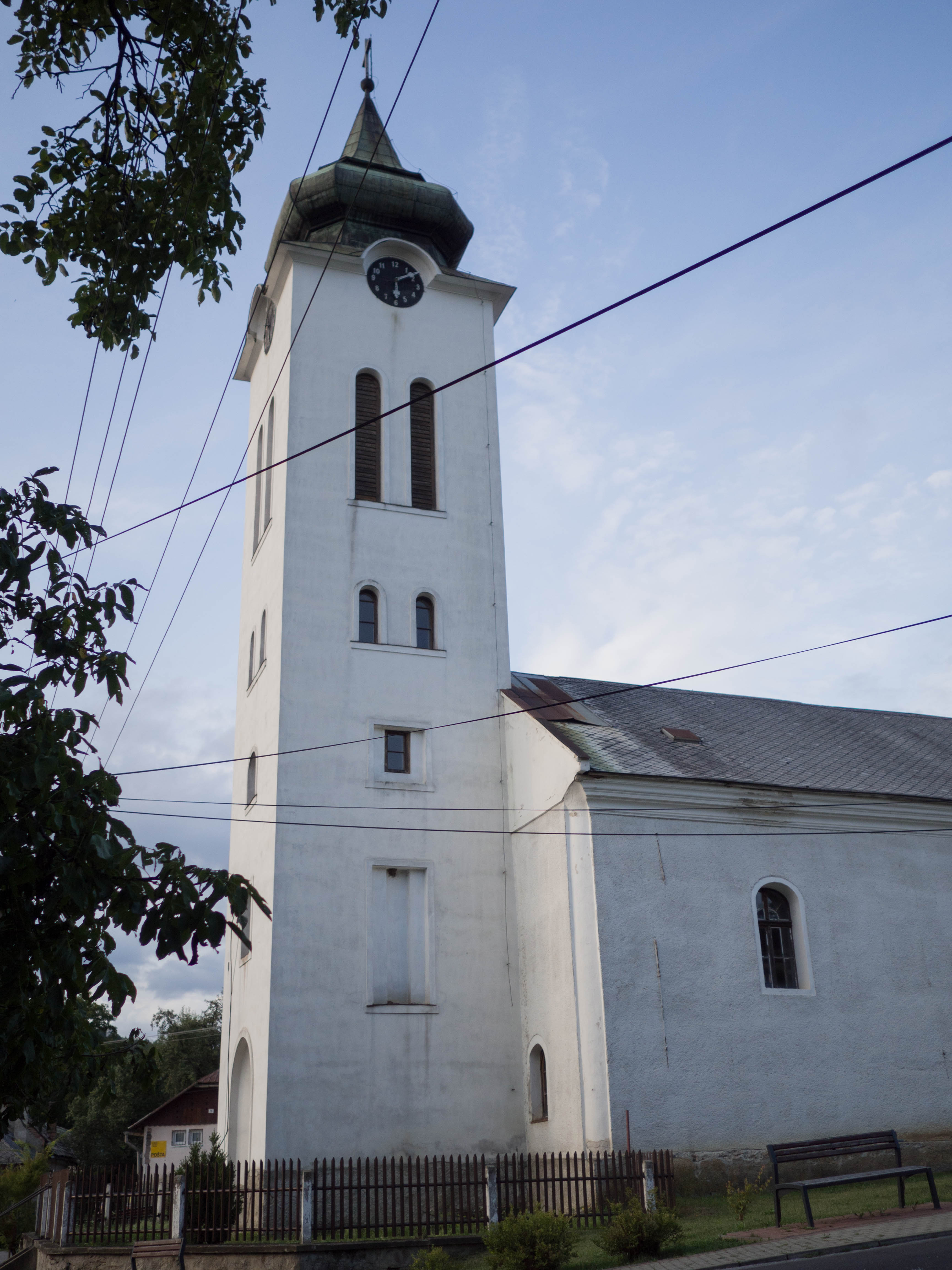
Evangelický kostel
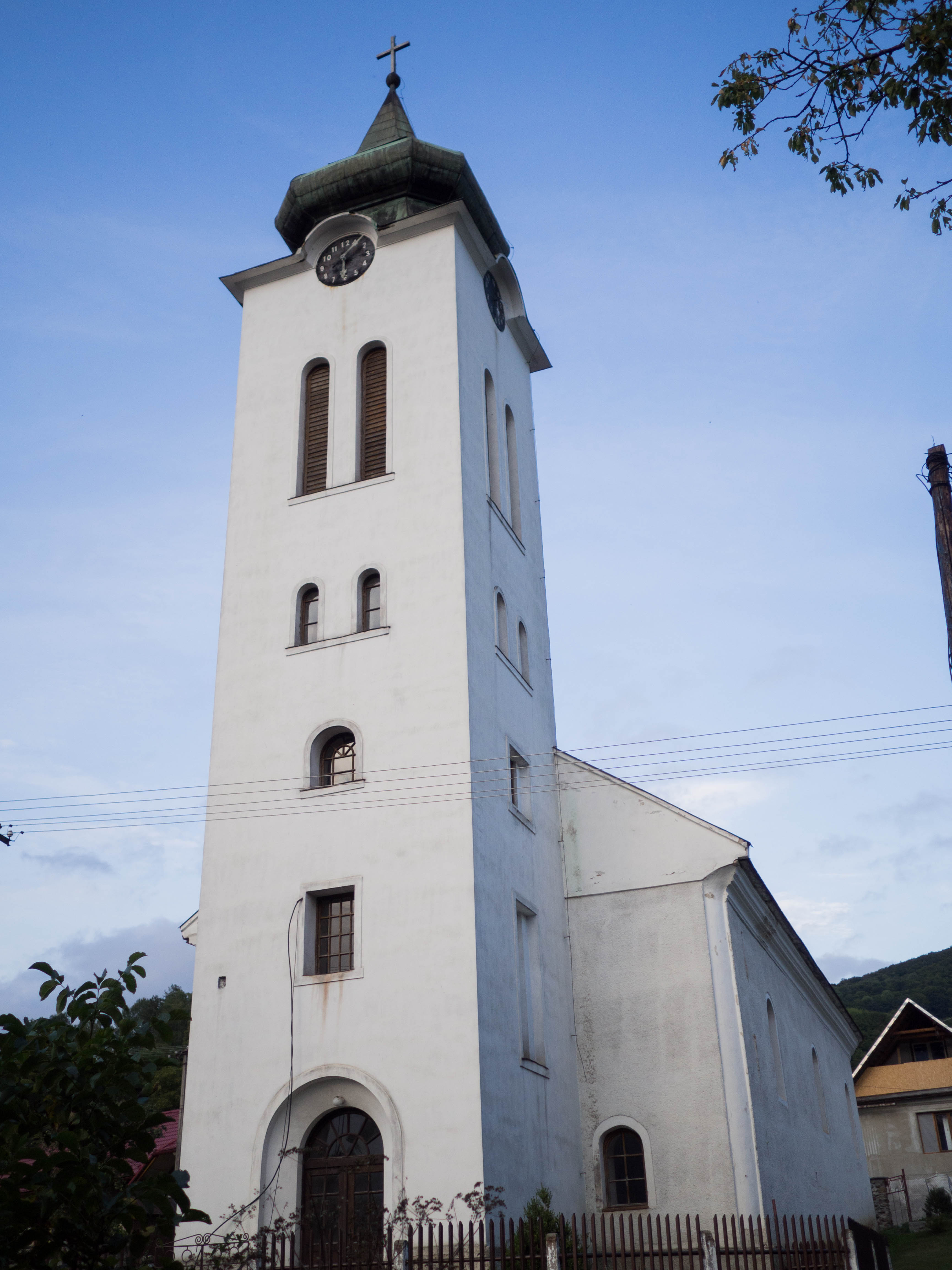
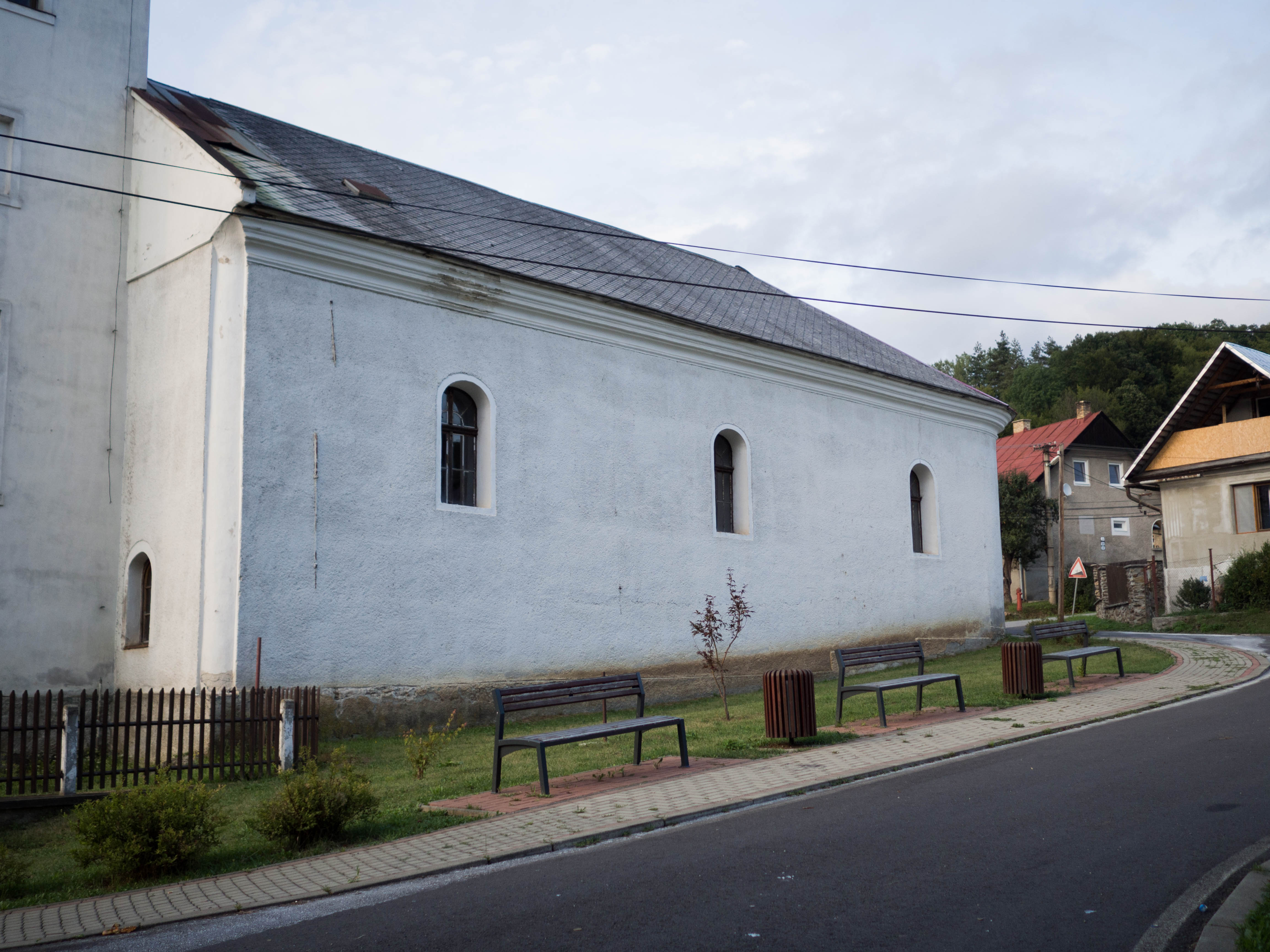
Loď evangelického kostela

- Vysoká pec v části Červeňany, jde o technickou památku, která v letech 1871 až 1903 vyráběla železo ze železné rudy, která se těžila v železorudných dolech v Železníku a Rákoši. Vysoká pec měla původně výšku 13,47 metru a užitečný objem 40 m³ [5]

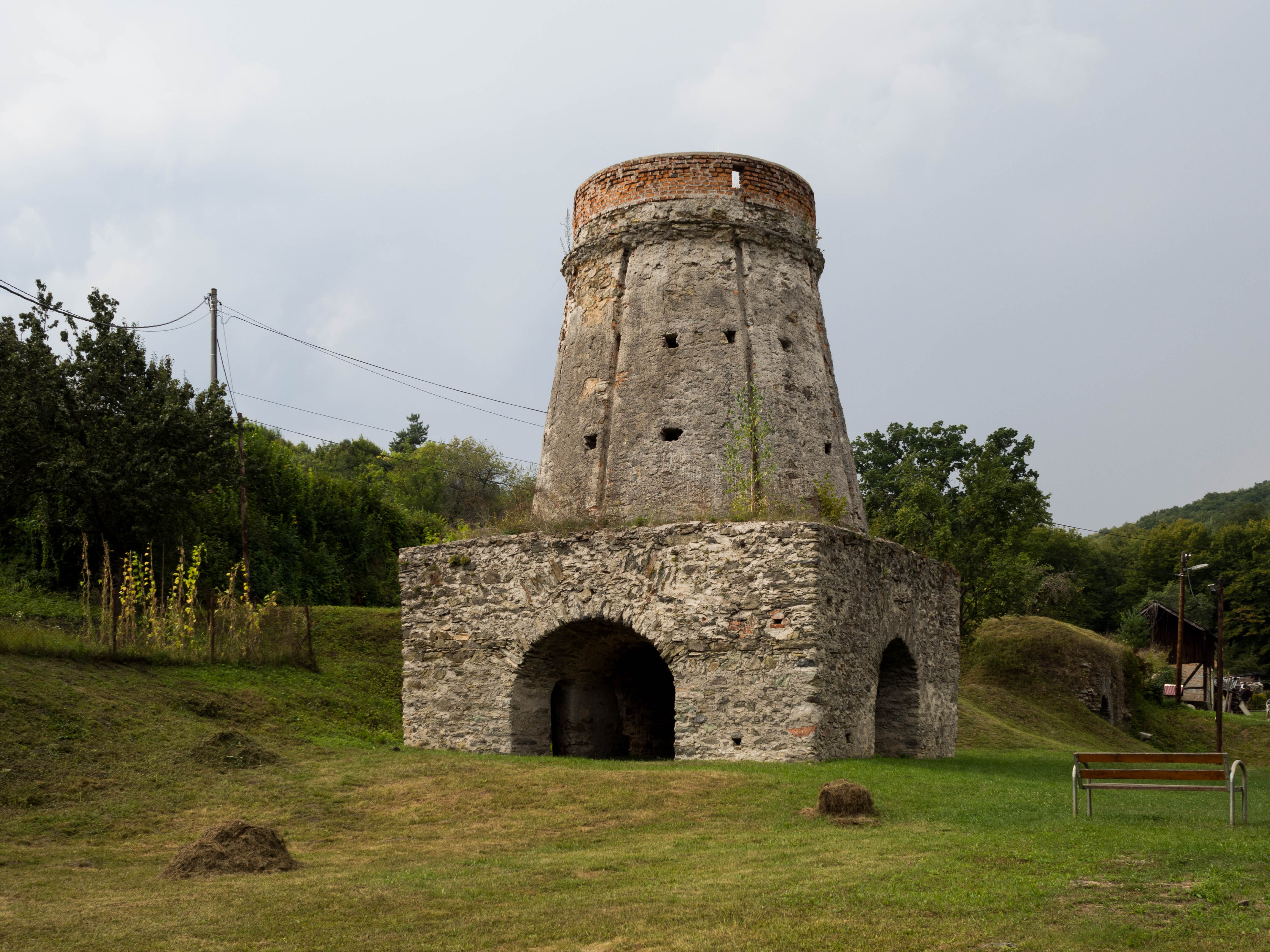
Vysoká pec v Červeňanoch
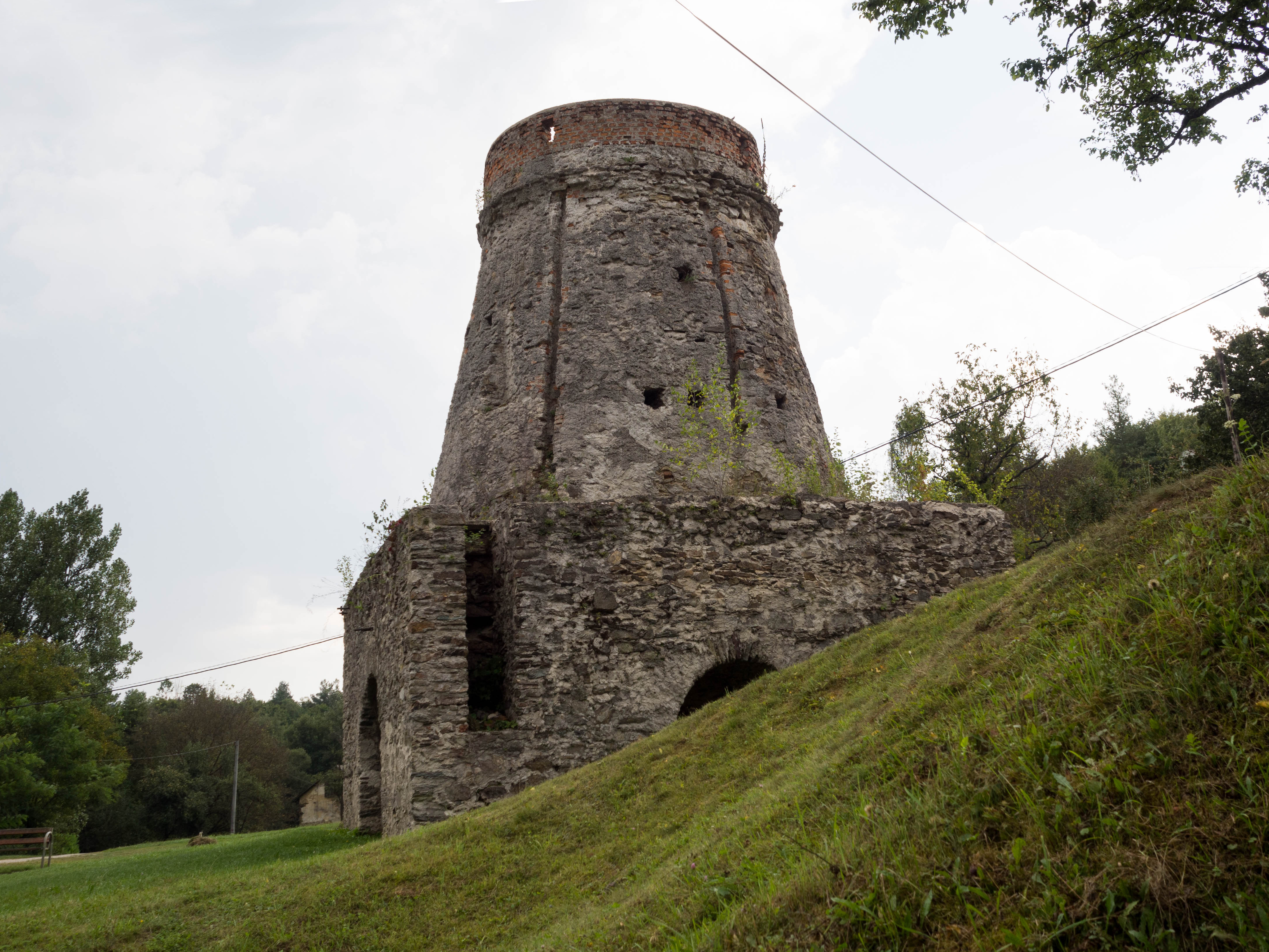
Komplex vysoké pece
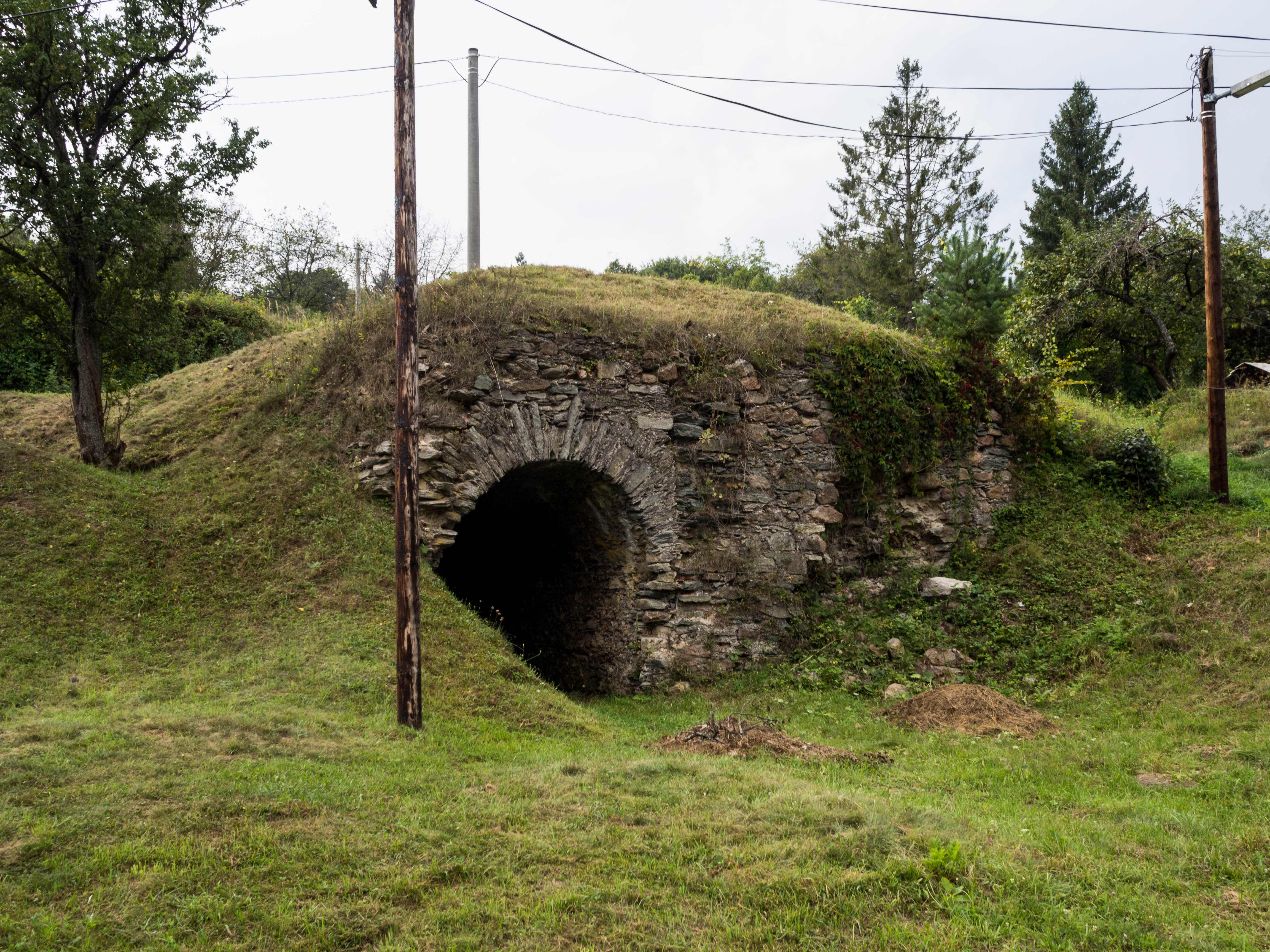
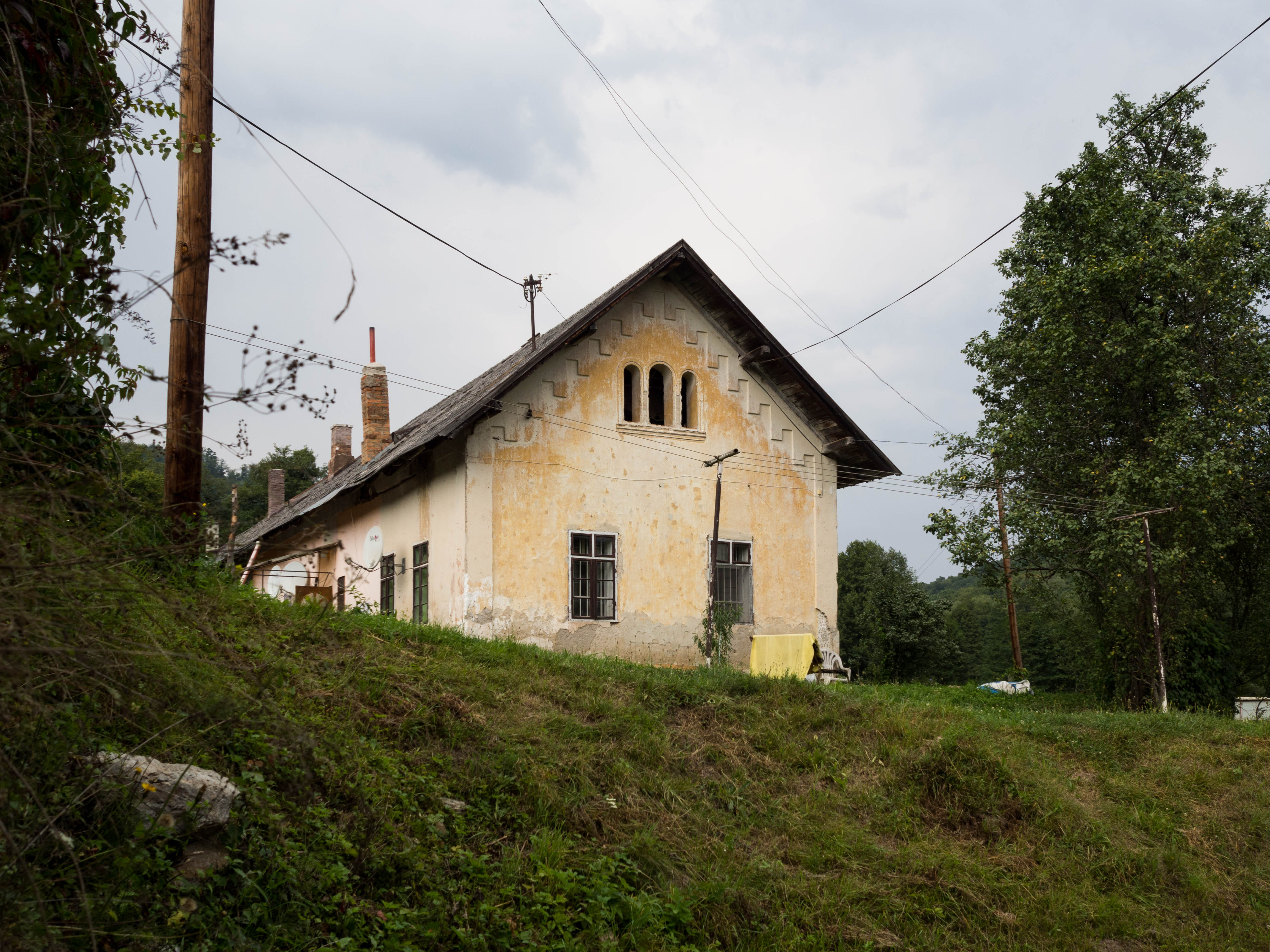

## Osobnosti obce

### Rodáci
- Emil Makovický (* 1910 - † 2002 ), lékař-internista, spoluzakladatel sociálního lékařství

### Působili zde
- Pavol Dobšinský (* 1828 - † 1885 ), evangelický kněz, folklorista a sběratel lidové slovesnosti
- Emil Makovický (* 1884 - † 1972 ), místní evangelický kněz, publicista
- Samuel Velebný (* 1918 - † 1991 ), evangelický kněz pronásledovaný socialistickým režimem